# Quốc kỳ Ả Rập Xê Út
Quốc kỳ của Ả Rập Xê Út (tiếng Ả Rập: علم المملكة العربية السعودية) có nền xanh lá cây, trên quốc kỳ có viết một câu danh ngôn Đạo Hồi: لا إله إلا الله، محمد رسول الله - Lā ʾilāha ʾillāl–lāh, Muhammadun rasūl allāh ("Không có thần nào ngoài Allah và Mohammed là sứ giả của Allah") phản ánh Ả Rập Xê Út là nơi xuất phát và phát triển mạnh mẽ của Đạo Hồi, tin tưởng thánh Allah là vị thần chân thật duy nhất và mỗi ngày đều hướng đến Mecca. Câu danh ngôn cũng là tiêu ngữ chính thức của Ả Rập Xê Út. Phía dưới câu danh ngôn trên là hình ảnh một cây dao bằng ngọc màu trắng, tượng trưng cho thánh chiến và tự vệ.
Quốc kỳ của Ả Rập Xê Út được chính phủ Ả Rập Xê Út chọn dùng vào ngày 15 tháng 3 năm 1973.